# Фінал кубка Шотландії з футболу 2022
Фінал кубка Шотландії з футболу 2022 був 137-м фіналом Кубка Шотландії. Матч відбувся 21 травня 2022 року на «Гемпден-Парк» у Глазго. «Сент-Джонстон», діючий володар трофею, зазнав поразки в четвертому раунді, тому у фіналі визначався новий володар трофею. «Рейнджерс» в додатковий час переміг «Гарт оф Мідлотіан» з рахунком 2:0, вигравши свій 34 кубок Шотландії в історії.

## Перед матчем
«Рейнджерс» до цього фіналу 33 рази вигравав Кубок Шотландії, загалом взявши участь у 52 фіналах Кубка. Фінал 2022 року став першим для команди з 2016 року, а трофей вони востаннє здобували 2009 року.
«Гарт оф Мідлотіан» до цього фіналу 8 разів вигравав Кубок Шотландії, загалом взявши участь у 16 матчах фіналів. Остання їхня поява у фіналі була у 2020 році, а остання перемога — у 2012 році.
Раніше клуби зустрічалися у фіналі кубка Шотландії 1903 року («Рейнджерс» переміг з рахунком 2:0 у другому матчі-переграванні), 1976 («Рейнджерс» переміг 3:1), 1996 («Рейнджерс» переміг 5:1) і 1998 («Гартс» переміг 2:1).

## Матч
| 22 травня 2022 15:00 |

| «Рейнджерс»           | 2–0      | «Гарт оф Мідлотіан» |
| --------------------- | -------- | ------------------- |
| - Джек 94' - Райт 97' | Протокол |                     |

| Гемпден-Парк Глядачів: 50,319 Арбітр: Вільям Коллам |

| «Рейнджерс» | «Гарт оф Мідлотіан» |

| GK                      | 33 | Джон Маклафлін    |     | 119' |
| RB                      | 2  | Джеймс Таверньєр  |     |      |
| CB                      | 6  | Коннор Голдсон    |     |      |
| CB                      | 26 | Леон Балогун      |     |      |
| LB                      | 3  | Келвін Бессі      |     |      |
| CM                      | 10 | Стівен Девіс      |     | 81'  |
| CM                      | 4  | Джон Ландстрем    |     |      |
| CM                      | 37 | Скотт Арфілд      |     | 81'  |
| RW                      | 9  | Амад Діалло       | 59' | 63'  |
| CF                      | 17 | Джо Айоделе-Арібо |     | 106' |
| LW                      | 14 | Раян Кент         |     |      |
| Заміни:                 |    |                   |     |      |
| GK                      | 1  | Аллан Макгрегор   |     | 119' |
| DF                      | 43 | Леон Кінг         |     |      |
| MF                      | 8  | Раян Джек         |     | 81'  |
| MF                      | 16 | Аарон Ремзі       |     |      |
| MF                      | 18 | Глен Камара       |     | 81'  |
| MF                      | 51 | Алекс Лоурі       |     |      |
| MF                      | 19 | Джеймс Сендс      |     |      |
| FW                      | 11 | Седрік Іттен      |     |      |
| FW                      | 23 | Скотт Райт        |     | 63'  |
| FW                      | 25 | Кемар Руф         |     |      |
| FW                      | 30 | Фешн Сакала       |     | 106' |
| Головний тренер:        |    |                   |     |      |
| Джованні ван Бронкгорст |    |                   |     |      |

| GK               | 1  | Крейг Гордон       |      |      |
| CB               | 4  | Джон Сауттар       |      |      |
| CB               | 19 | Крейг Голкетт      | 106' |      |
| CB               | 3  | Стівен Кінгслі     |      |      |
| RM               | 12 | Натаніель Аткінсон |      |      |
| CM               | 5  | Петер Гарінг       | 4'   |      |
| CM               | 14 | Кемерон Девлін     |      | 106' |
| LM               | 17 | Алекс Кокрейн      |      | 100' |
| AM               | 10 | Лаям Бойс          |      | 76'  |
| CF               | 20 | Елліс Сіммс        |      |      |
| CF               | 18 | Баррі Маккей       |      | 82'  |
| Заміни:          |    |                    |      |      |
| GK               | 13 | Росс Стюарт        |      |      |
| DF               | 2  | Майкл Сміт         |      |      |
| DF               | 15 | Тейлор Мур         |      |      |
| DF               | 21 | Тобі Сіббік        |      |      |
| MF               | 8  | Аарон Макенефф     |      | 106' |
| MF               | 9  | Бен Вудберн        |      |      |
| MF               | 11 | Гарі Маккей-Стівен |      | 100' |
| MF               | 16 | Енді Геллідей      |      | 76'  |
| MF               | 30 | Джош Гіннеллі      |      | 82'  |
| Головний тренер: |    |                    |      |      |
| Роббі Нільсон    |    |                    |      |      |

| Головний арбітр: Вільям Коллам Помічники арбітра: Деніел Макфарлейн Дугі Поттер Четвертий арбітр: Нік Велш | Регламент - 90 хвилин. - 30 хвилин додаткового часу за необхідності. - Серія пенальті за необхідності. - По одинадцять запасних гравців. - Максимум п'ять замін гравців від кожної команди посеред матчу та шоста у разі додаткового часу. |